# Плаяс (Нью-Мексико)
Плаяс (англ. Playas) — переписна місцевість (CDP) в США, в окрузі Ідальго штату Нью-Мексико. Населення — 25 осіб (2020).

## Географія
Плаяс розташований за координатами 31°54′45″ пн. ш. 108°32′11″ зх. д. / 31.91250° пн. ш. 108.53639° зх. д. (31.912579, -108.536415).  За даними Бюро перепису населення США в 2010 році переписна місцевість мала площу 4,79 км², уся площа — суходіл.

## Демографія
Згідно з переписом 2010 року, у переписній місцевості мешкали 74 особи в 23 домогосподарствах у складі 17 родин. Густота населення становила 15 осіб/км².  Було 28 помешкань (6/км²).
Расовий склад населення:
| - 91,9 % — білих - 1,4 % — вихідців з тихоокеанських островів - 5,4 % — осіб інших рас |

До двох чи більше рас належало 1,4 %. Частка іспаномовних становила 20,3 % від усіх жителів.
За віковим діапазоном населення розподілялося таким чином: 39,2 % — особи молодші 18 років, 59,4 % — особи у віці 18—64 років, 1,4 % — особи у віці 65 років та старші. Медіана віку мешканця становила 26,5 року. На 100 осіб жіночої статі у переписній місцевості припадало 89,7 чоловіків;  на 100 жінок у віці від 18 років та старших — 104,5 чоловіків також старших 18 років.
Цивільне працевлаштоване населення становило 19 осіб. Основні галузі зайнятості: освіта, охорона здоров'я та соціальна допомога — 78,9 %, роздрібна торгівля — 21,1 %.